# NGC 593
NGC 593 je galaksija u zviježđu Kit.

## Vanjske poveznice
- SEDS: NGC 0593